# Tetjana Čornovol
Tetjana Mykolaïvna Čornovol (in ucraino Тетя́на Микола́ївна Чорново́л?, angl. Tetiana Mykolayivna Chornovol; Kiev, 4 giugno 1979) è una giornalista e attivista ucraina, una dei leader del movimento di protesta Euromaidan.
È famosa per i suoi rapporti investigazioni sulla corruzione in Ucraina, così come per le sue avventurose azioni dirette
Nella notte tra il 24 e il 25 dicembre 2013 è vittima di un grave pestaggio molto pubblicato e condannato.
Ha operato come artigliere durante la guerra russo-ucraina del 2022.

## Biografia
Nasce e ad oggi vive a Kiev. Era sposata con Mykola Berezovyj, arruolato nel battaglione Azov (contingente volontario integrato nell'esercito regolare ucraino) ucciso nelle strade di Doneck durante un'operazione di guerriglia condotta dai ribelli separatisti della Repubblica Popolare di Doneck il 10 agosto 2014. È madre di due figli.